# Mercado San Juan de Dios

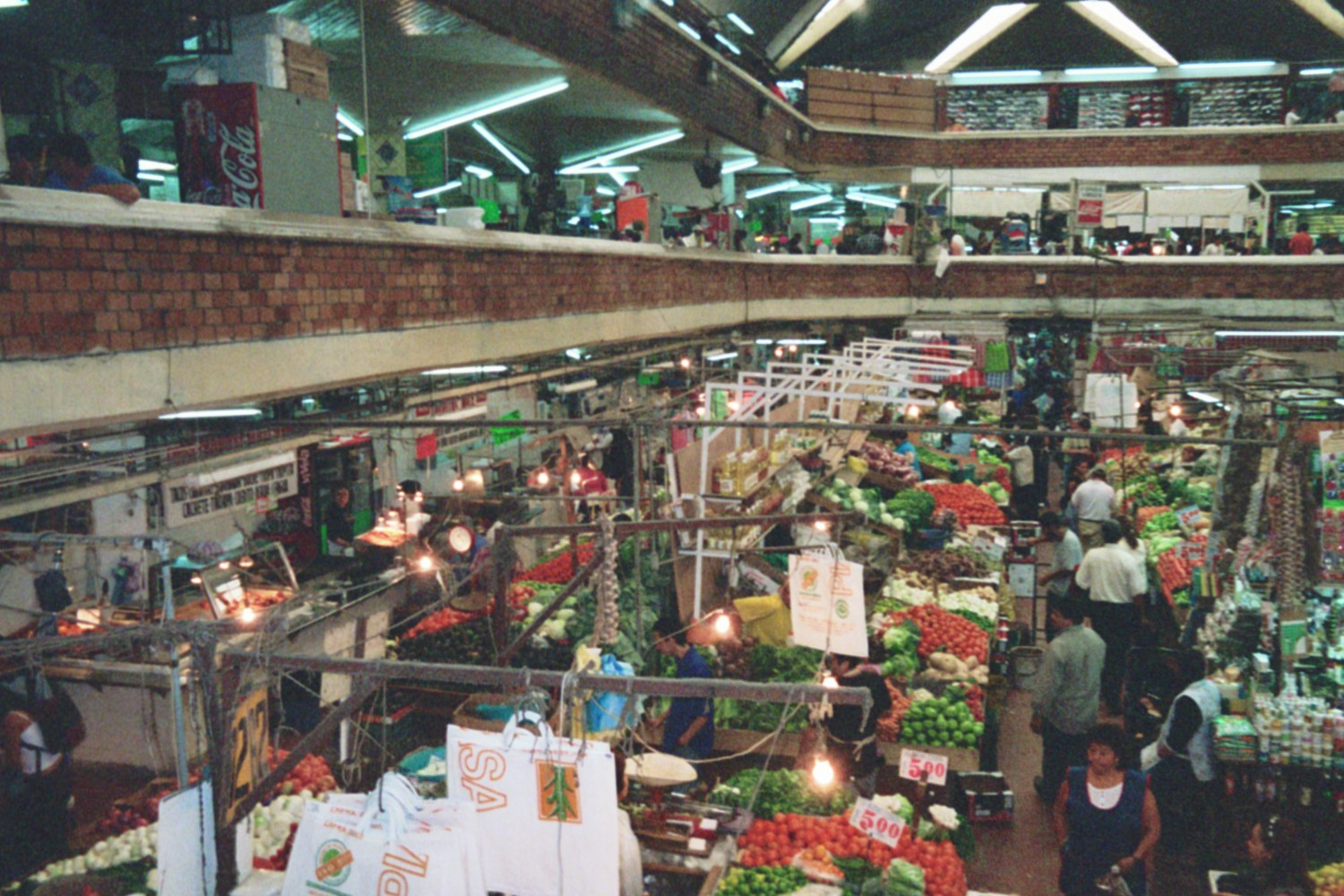
Mercado San Juan de Dios

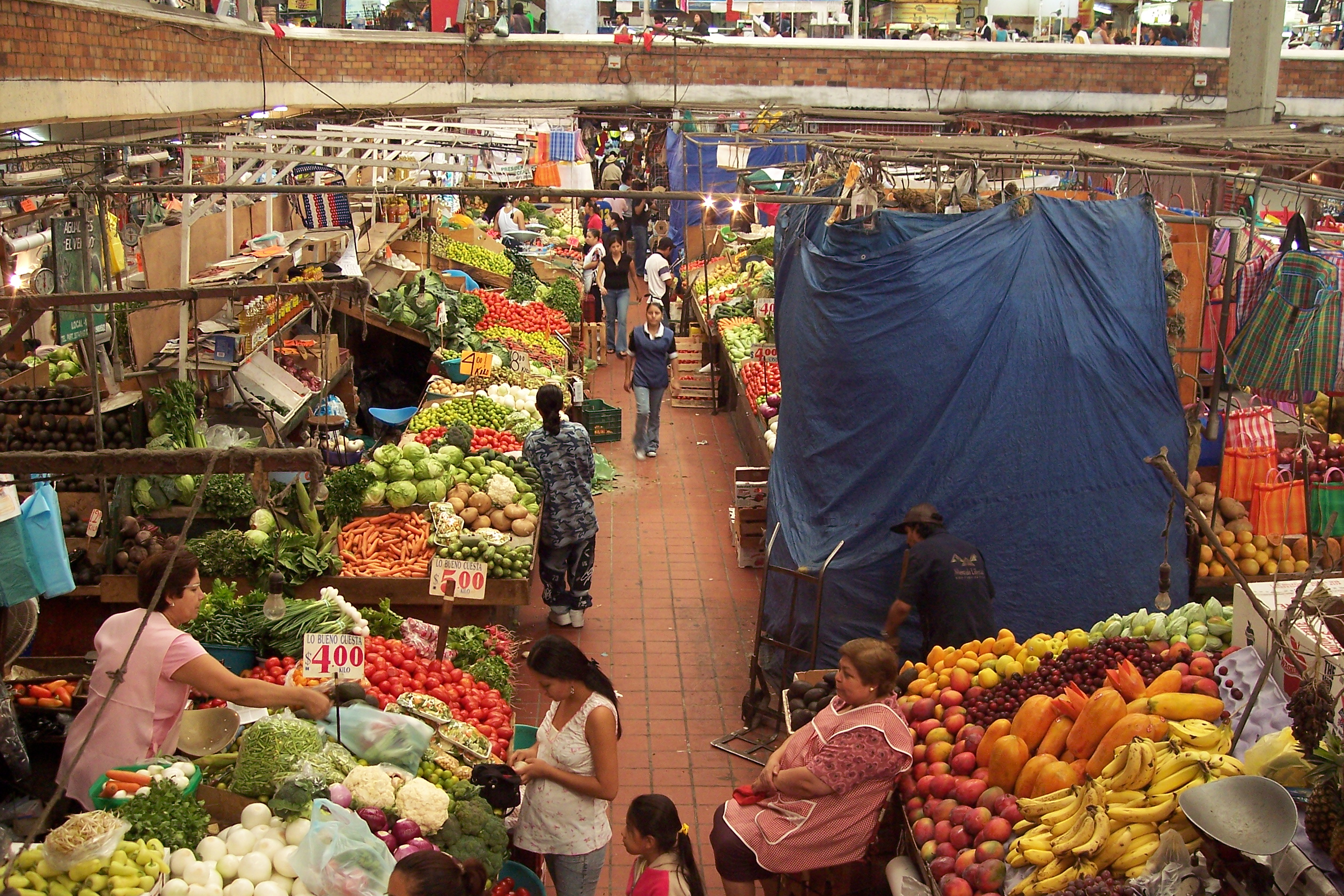
Die unterste Etage mit handelsüblichen Lebensmitteln

Der Mercado San Juan de Dios, weniger bekannt als Mercado Libertad, ist der größte überdachte Markt Lateinamerikas mit etwa 40.000 m² Verkaufsfläche. Er befindet sich in der Hauptstadt Guadalajara, im mexikanischen Bundesstaat Jalisco.
Der Markt wurde vom mexikanischen Architekten Alejandro Zohn entworfen und schließlich im Dezember 1958 eingeweiht. Der Markt besteht aus etwa 2900 Ständen, die auf drei Ebenen verteilt sind. Die untere Ebene verkauft handelsübliche Lebensmittel und Süßigkeiten. In der mittleren Ebene sind Restaurants aufzufinden mit typischen regionalen und mexikanischen Speisen und in der obersten Ebene, der jüngsten Erweiterung des Marktes, sind Stände mit importierten Waren aus aller Welt, wie Elektronik und Kleidung. Erreichen kann man den Markt mit dem Auto; der Markt bietet zwei Parkmöglichkeiten.
Der Markt ist jeden Tag des Jahres geöffnet.